# Pontotoc
Pontotoc es una ciudad del condado de Pontotoc, Misisipi, Estados Unidos. Según el censo de 2000 tenía una población de 5.253 habitantes y una densidad de población de 214.6 hab/km².

## Demografía
Según el censo de 2000, había 5.253 personas, 2.117 hogares y 1.441 familias residiendo en la localidad. La densidad de población era de 214,6 hab./km². Había 2.250 viviendas con una densidad media de 91,9 viviendas/km². El 77,84% de los habitantes eran blancos, el 19,09% afroamericanos, el 0,29% amerindios, el 0,23% asiáticos, el 0,02% isleños del Pacífico, el 1,50% de otras razas y el 1,03% pertenecía a dos o más razas. El 2,76% de la población eran hispanos o latinos de cualquier raza.
Según el censo, de los 2.117 hogares en el 32,2% había menores de 18 años, el 49,1% pertenecía a parejas casadas, el 16,0% tenía a una mujer como cabeza de familia y el 31,9% no eran familias. El 29,2% de los hogares estaba compuesto por un único individuo y el 15,5% pertenecía a alguien mayor de 65 años viviendo solo. El tamaño promedio de los hogares era de 2,41 personas y el de las familias de 2,97.
La población estaba distribuida en un 25,7% de habitantes menores de 18 años, un 8,6% entre 18 y 24 años, un 26,3% de 25 a 44, un 21,5% de 45 a 64 y un 18,0% de 65 años o mayores. La media de edad era 37 años. Por cada 100 mujeres había 84,8 hombres. Por cada 100 mujeres de 18 años o más, había 77,6 hombres.
Los ingresos medios por hogar en la localidad eran de 28.491 dólares ($) y los ingresos medios por familia eran 39.306 $. Los hombres tenían unos ingresos medios de 31.403 $ frente a los 23.491 $ para las mujeres. La renta per cápita para la ciudad era de 17.324 $. El 17,6% de la población y el 12,0% de las familias estaban por debajo del umbral de pobreza. El 18,5% de los menores de 18 años y el 23,0% de los habitantes de 65 años o más vivían por debajo del umbral de pobreza.

## Personalidades
- Thad Cochran, político.

## Geografía
Según la Oficina del Censo de los Estados Unidos, Pontotoc tiene un área total de 24,9 km² de los cuales 24,5 km² corresponden a tierra firme y 0,4 km² a agua. El porcentaje total de superficie con agua es 1,66%.